# گورستان پلاسن گیلارکش
امامزاده و گورستان پلاسن گیلارکش مربوط به هزاره اول قبل از میلاد است و در شهرستان سیاهکل، بخش دیلمان، دهستان پیرکوه، روستای گیلارکش واقع شده و این اثر در تاریخ ۲۶ دی ۱۳۸۶ با شمارهٔ ثبت ۲۰۶۱۵ به‌عنوان یکی از آثار ملی ایران به ثبت رسیده‌است.